# Демідзу Посука
Демідзу Посука (яп. 出水 ぽすか, нар. 17 січня 1988) — японська манґака, ілюстратор і дизайнер, найбільш відома як ілюстраторка манґи The Promised Neverland.
Дебютом Демідзу як манґаки стала серія Oreca Monsters Adventure Retsuden видавництва CoroCoro Comics 2013 року. У 2016 і 2021 роках компанія PIE International випустила колекцію ілюстрацій The Art of Posuka Demizu Pone і Postcard Planet.

## Біографія
Демідзу Посука народилася 17 січня 1988 року в Токіо, Японія. В індустрію манґи вона потрапила 2008 року, почавши ілюструвати манґу для щомісячного журналу CoroCoro Comic. Вона працювала над широким спектром проєктів із дитячими журналами та компаніями з виробництва відеоігор, зокрема співпрацювала з анімаційною студією J.C.Staff над аніме The Pet Girl of Sakurasou та ілюструвала манґу Oreca Monsters Adventure Retsuden журналу CoroCoro Comic, засновану на популярній картковій грі Monster Retsuden Oreca Battle. Також Демідзу публікувала кілька робіт у соціальній мережі для митців Pixiv.
2016 року Демідзу почала співпрацювати з манґакою Шираєм Кайу над твором The Promised Neverland. Серія почала виходити в 35-му номері журналу Weekly Shonen Jump видавництва Shueisha 1 серпня 2016 року та закінчилася в 28-му номері журналу 15 червня 2020 року. Історія розповідає про групу дітей-сиріт, які планують втекти зі свого притулку, дізнавшись страшну таємницю про своє існування та мету притулку. Спочатку Шираї планував і писати, і малювати самотужки, але редактор вважав, що його стиль «не відповідає сценарію» і що автору буде надто важко підтримувати якість обох складових. В результаті цього до проєкту доєдналася Демідзу. На той момент Шірай вже був ознайомлений та насолоджувався мистецтвом художниці, але перед початком публікації вони створили ван-шот під назвою Poppy's Wish. Результат виявився кращим, ніж очікувалося. 3 вересня 2021 року в Японії вийшла манґа-антологія Kaiu Shirai x Posuka Demizu: Beyond The Promised Neverland, котра містила всі роботи, написані спільно Шіраєм та Демідзу.
З 28 квітня по 4 червня 2021 року в Chanel Nexus Hall Ginza (Чюо, Токіо) відбулася спільна виставка під назвою Miroirs manga meets Chanel, організована Шіраєм, Демідзу та Chanel. На створення манґи Miroirs дует надихнув бренд Chanel. На цій виставці сцени з Miroirs представлені поряд із дорогоцінними прикрасами Chanel. Манґу опублікувала Shueisha 30 квітня 2021 року.
2022 року Демідзу Посука працювала над дизайном персонажів тактичної мобільної рольової гри unVEIL the world. Гру створили Shueisha Games і NetEase Games та випустили на Android і iOS. У листопаді 2022 року стало відомо, що художниця розробляла дизайн персонажів і концепт-арт серіалу «Дракони Вандерхетча» для Disney+.
У травні 2023 року було оголошено, що Демідзу співпрацюватиме з Кавамото Хомурою та Муно Хікару над манґою «Бейблейд X», яка заснована на однойменній ігровій франшизі Tomy. 15 червня 2023 року манґа почала публікуватися в журналі CoroCoro Comic видавництва Shogakukan. У грудні 2023 року стало відомо, що Демідзу створила монстрів для цифрової карткової гри Konami Ore'n. Гра стала доступною на iOS, Android, ПК і браузерах 2024 року.

## Вплив
За словами Демідзу Посуки, на неї вплинуло багато ілюстраторів і манґак, зокрема Нірасава Ясуші, Іноуе Наохіса, Оно Ютака, Сакай Такаюкі, Хіджіока Макото та Юмія Котоне. Також вона заявила, що її наступні роботи найбільше зазнавали впливу Шірая Кайу.
Художниця згадала серії Final Fantasy та Oreca Battle як джерела впливу на її мистецтво та власний стиль.

## Роботи

### Манґа
| Назва                  | Рік          | Нотатки                                                                       | Примітки    |
| ---------------------- | ------------ | ----------------------------------------------------------------------------- | ----------- |
| The Promised Neverland | 2016–2020    | Виходила у Weekly Shonen Jump видавництва Shueisha, зібрана у двадцяти томах. | [ 5 ] [ 6 ] |
| Miroirs                | 2021         | Зібрана в одному томі Shueisha.                                               | [ 11 ]      |
| «Бейблейд X»           | 2023—дотепер | Виходила в Monthly CoroCoro Comic видавництва Shogakukan.                     | [ 16 ]      |

### Ван-шоти
| Назва                                                      | Рік  | Нотатки | Примітки      |
| ---------------------------------------------------------- | ---- | --- | ------------- |
| Poppy's Wish                                               | 2016 | Виходив у Shonen Jump+ Shueisha, зібраний в одному томі. | [ 5 ] [ 10 ]  |
| Spirit Photographer Saburo Kono                            | 2020 | Виходив у Weekly Shonen Jump Shueisha, зібраний в одному томі. | [ 19 ] [ 10 ] |
| Dreams Come True                                           | 2020 | Спінофф The Promised Neverland, представлений на присвяченій манзі художній виставці, що проходила в художньому музеї Морі в Роппонґі з грудня 2020 року по січень 2021 року. Опублікований Shueisha та зібраний в одному томі. | [ 10 ]        |
| We Were Born                                               | 2021 | Виходив у Weekly Shonen Jump Shueisha, зібраний в одному томі. | [ 10 ]        |
| DC3                                                        | 2021 | Виходив у Weekly Shonen Jump Shueisha, зібраний в одному томі. | [ 20 ] [ 10 ] |
| Kaiu Shirai x Posuka Demizu: Beyond The Promised Neverland | 2021 | Збірка ван-шотів авторства Демідзу та Шірая Кайу, опублікована Shueisha. | [ 10 ]        |
| Cool Shock Old B.T.                                        | 2021 | Виходив в Ultra Jump Shueisha. | [ 21 ]        |
| Chicken Survivor                                           | 2022 | Виходив у Shonen Jump+ Shueisha. | [ 22 ]        |
| Naka no Hito                                               | 2022 | Виходив у Jump GIGA Magazine Shueisha. | [ 23 ]        |

### Ранобе
| Назва                                                              | Рік       | Нотатки                                | Примітки |
| ------------------------------------------------------------------ | --------- | -------------------------------------- | -------- |
| Kirugumi                                                           | 2013—2014 | Ілюстраторка, опубліковано Shogakukan. | [ 2 ]    |
| Real Cedro Investigation File Shibuya Hen Chase down the fugitive! | 2022      | Ілюстраторка, опубліковано Shogakukan. | [ 24 ]   |
| Almark Admission to Magic Academy                                  | 2022      | Ілюстраторка, опубліковано Kadokawa.   | [ 25 ]   |

### Артбуки
| Назва                                      | Рік  | Нотатки                          | Примітки      |
| ------------------------------------------ | ---- | -------------------------------- | ------------- |
| The Art of Posuka Demizu — Pone            | 2016 | Опублікований PIE International. | [ 26 ]        |
| The Promised Neverland: Art Book World     | 2020 | Опублікований Shueisha.          | [ 27 ] [ 28 ] |
| The Art of Posuka Demizu — Postcard Planet | 2021 | Опублікований PIE International. | [ 29 ]        |

### Інше
- Дизайнер персонажів та концепт-художниця серіалу «Дракони Вандерхетча[en]»[15].
- Дизайнер персонажів мобільної гри unVEIL the world[13].
- Дизайнер персонажів цифрової карткової гри Ore'n[17].
- Ілюстраторка японського постеру «Дюни»[30].
- Ілюстраторка обкладинки жіночого модного журналу Spur[31].
- Ілюстраторка аніме The Pet Girl of Sakurasou (дизайн)[32].
- Ілюстраторка колекційних карткових ігор Pokémon, Wixoss і Duel Masters[33][34][2].
- Ілюстраторка манґа-адаптацій Animal Kaiser Evolution, Great Animal Kaiser і Strong Animal Kaiser Evolution[32].
- Ілюстраторка кінцевої картки сьомої серії аніме Mobile Suit Gundam: The Witch from Mercury (яп. 機動戦士ガンダム 水星の魔女, Кідо: Сенші Ґандаму: Суйсей но Маджьо) (2022)[35].
- Ілюстраторка музичного відеокліпу на пісню Tuki «Bansanka»[36].

## Нагороди та номінації
| Рік  | Премія                               | Категорія                                               | Номінант               | Результат   | Прим.         |
| ---- | ------------------------------------ | ------------------------------------------------------- | ---------------------- | ----------- | ------------- |
| 2012 | Glico Pocky                          | Премія за видатні досягнення                            | Демідзу Посука         | Перемога    | [ 37 ]        |
| 2016 | Mandō Kobayashi Manga Award          | Премія за новий випуск                                  | The Promised Neverland | Перемога    | [ 38 ]        |
| 2017 | Mandō Kobayashi Manga Award          | Гран-прі манґи                                          | The Promised Neverland | Перемога    | [ 39 ]        |
| 2017 | Tsutaya Comic Award                  | Новий прорив                                            | The Promised Neverland | Перемога    | [ 40 ]        |
| 2017 | Manga Shimbun Taishō                 | Гран-прі                                                | The Promised Neverland | Перемога    | [ 41 ]        |
| 2017 | Манґа тайшьо                         | Манґа тайшьо                                            | The Promised Neverland | Номінація   | [ 42 ] [ 43 ] |
| 2017 | Next Manga Award                     | Друкована манґа                                         | The Promised Neverland | Друге місце | [ 44 ]        |
| 2018 | Премія манґи Shogakukan              | Найкраща шьонен-манґа                                   | The Promised Neverland | Перемога    | [ 45 ] [ 46 ] |
| 2018 | Культурна премія імені Тедзуки Осаму | Культурна премія                                        | The Promised Neverland | Номінація   | [ 47 ]        |
| 2018 | Манґа тайшьо                         | Манґа тайшьо                                            | The Promised Neverland | Номінація   | [ 48 ]        |
| 2018 | Salón del Manga de Barcelona         | Найкраща шьонен-манґа                                   | The Promised Neverland | Номінація   | [ 49 ]        |
| 2018 | Tsutaya Comic Award                  | Найкраща за весь час                                    | The Promised Neverland | Третє місце | [ 50 ]        |
| 2018 | Google Play Awards                   | Премія за видатні досягнення (голосування користувачів) | The Promised Neverland | Перемога    | [ 51 ]        |
| 2018 | Ridibooks Comic Award                | Премія за нову трендову манґу                           | The Promised Neverland | Перемога    | [ 52 ] [ 53 ] |
| 2019 | French Babelio Readers' Awards       | Найкраща манґа                                          | The Promised Neverland | Перемога    | [ 54 ]        |
| 2019 | Mangawa Awards                       | Найкраща шьонен-манґа                                   | The Promised Neverland | Перемога    | [ 55 ] [ 56 ] |
| 2019 | French Manga Prix                    | Найкраща манґа                                          | The Promised Neverland | Перемога    | [ 57 ]        |
| 2019 | Культурна премія імені Тедзуки Осаму | Культурна премія                                        | The Promised Neverland | Номінація   | [ 58 ]        |
| 2019 | French Konishi Prize                 | Найкраща перекладена манґа                              | The Promised Neverland | Номінація   | [ 59 ]        |
| 2019 | Geeks d'Ouro                         | Найкраща манґа                                          | The Promised Neverland | Номінація   | [ 60 ]        |
| 2019 | Ridibooks Comic Award                | Великий приз                                            | The Promised Neverland | Перемога    | [ 61 ]        |
| 2019 | Piccoma Award                        | Приз Luna                                               | The Promised Neverland | Перемога    | [ 62 ] [ 63 ] |
| 2019 | Japan Expo Awards                    | Премія «Дарума» за найкращу нову манґу                  | The Promised Neverland | Перемога    | [ 64 ]        |
| 2019 | Japan Expo Awards                    | Премія «Дарума» за найкращий сценарій                   | The Promised Neverland | Перемога    | [ 64 ]        |
| 2019 | Saló del Manga de Barcelona          | Найкраща шьонен-манґа                                   | The Promised Neverland | Перемога    | [ 65 ] [ 66 ] |
| 2020 | Lucca Comics & Games                 | Премія Amazon Comics                                    | The Promised Neverland | Перемога    | [ 67 ] [ 68 ] |
| 2020 | French «Les Mordus du Manga» Awards  | Великий приз                                            | The Promised Neverland | Перемога    | [ 69 ]        |
| 2020 | Anime Click Award                    | Найкраща нова манґа                                     | The Promised Neverland | Перемога    | [ 70 ] [ 71 ] |
| 2020 | Anime Click Award                    | Найрозшукуваніша манґа                                  | The Promised Neverland | Перемога    | [ 70 ] [ 71 ] |
| 2020 | Sense of Gender Awards               | Великий приз                                            | The Promised Neverland | Перемога    | [ 72 ]        |
| 2020 | Saito Takao Award                    | Великий приз                                            | The Promised Neverland | Номінація   | [ 73 ]        |
| 2021 | Geeks d'Ouro                         | Найкраща перекладена манґа                              | The Promised Neverland | Номінація   | [ 74 ]        |
| 2021 | Культурна премія імені Тедзуки Осаму | Культурна премія                                        | The Promised Neverland | Номінація   | [ 75 ]        |
| 2021 | Премія «Сейун»                       | Найкращий комікс                                        | The Promised Neverland | Номінація   | [ 76 ]        |